# Nagygörbő
Nagygörbő è un comune dell'Ungheria di 232 abitanti (dati 2001). È situato nella contea di Zala.